# (11573) Helmholtz
(11573) Helmholtz (1993 SK3) – planetoida z pasa głównego asteroid okrążająca Słońce w ciągu 5,85 lat w średniej odległości 3,25 j.a. Odkryta 20 września 1993 roku.